# Irakli Kobakhidze
Irakli Kobakhidze (georgiano: ირაკლი კობახიძე; Tiblíssi, 25 de setembro de 1978) é um acadêmico e político constitucional georgiano, que serve como 16º Primeiro-ministro da Geórgia desde 2024.
Anteriormente, atuou como presidente do Parlamento da Geórgia de 2016 a 2019 e foi membro do Parlamento da Geórgia de 2016 a 2024. Ele ocupou o cargo de presidente do partido Sonho Georgiano de 2021 a 2024. Antes de ingressar na política, foi professor na Universidade Estatal de Tiblíssi.
De 2020 a 2022, Kobakhidze atuou como vice-presidente da Assembleia Parlamentar do Conselho da Europa. As declarações de Kobakhidze são frequentemente descritas como "anti-europeias" e "anti-americanas", dizendo que o Ocidente está a empurrar a Geórgia para a Guerra Russo-Ucraniana e a "abrir uma segunda frente" e outras mensagens semelhantes.

## Carreira política

### Primeiro-ministro da Geórgia
Em 29 de janeiro de 2024, o canal de TV Imedi informou que "Georgian Dream" planejava nomear Kobakhidze como primeiro-ministro, informação que foi confirmada pelo deputado Archil Talakvadze pouco depois. Então, Irakli Garibashvili anunciou a sua demissão como primeiro-ministro e aceitou uma oferta para substituir Kobakhidze como presidente do Georgian Dream antes das eleições parlamentares a serem realizadas no final do ano.
O partido nomeou Kobakhidze para sucedê-lo como primeiro-ministro, e ele foi confirmado no cargo numa votação parlamentar em 8 de fevereiro, com 82 deputados apoiando-o contra dez votos negativos. Na sua adesão, Kobakhidze disse que o seu governo estava concentrado em acabar com a ocupação russa da Ossétia do Sul e na Abecásia e em eliminar a pobreza. Nesse dia, o Presidente Salome Zourabichvili nomeou-o por decreto "para evitar obstáculos no combate à catástrofe e para emitir devidamente as medidas necessárias". A sua primeira viagem oficial ao estrangeiro deverá ser a Bruxelas entre 20 e 21 de Fevereiro.